# Euspilotus auctus
Euspilotus auctus är en skalbaggsart som först beskrevs av Schmidt 1890.  Euspilotus auctus ingår i släktet Euspilotus och familjen stumpbaggar. Inga underarter finns listade i Catalogue of Life.